# La Croix-sur-Gartempe
La Croix-sur-Gartempe è un comune francese di 182 abitanti situato nel dipartimento dell'Alta Vienne nella regione della Nuova Aquitania.

## Società

### Evoluzione demografica
Abitanti censiti